# Câmara Municipal de Itacoatiara
Câmara Municipal de Itacoatiara é o órgão legislativo do município de Itacoatiara, no estado do Amazonas. A câmara do município é conhecida por estar localizado próximo a um antigo cemitério indígena e ao cartão postal da cidade, a pedra-pintada, na Avenida Parque, 1452, no Centro.
Atualmente a câmara municipal tem onze vereadores, sendo a terceira maior câmara municipal do estado do Amazonas. Desde 2012, o salário de cada vereador é e R$ 6.000,00.